# Zasiłek macierzyński
Zasiłek macierzyński – świadczenie pieniężne, otrzymywane przez osobę ubezpieczoną i zatrudnioną na umowę o pracę, umowę zlecenie lub samozatrudnienie. 

## Podstawa otrzymania zasiłku
Zasiłek macierzyński może otrzymać osoba, która urodzi dziecko lub przyjmie na wychowanie (dziecko do lat 7., w wyjątkowych sytuacjach do lat 10.) lub jest rodziną zastępczą. Podstawą do otrzymania zasiłku jest podleganie ubezpieczeniu chorobowemu – przy umowie o pracę jest to obowiązkowe, przy umowie zlecenia i samozatrudnieniu jest dobrowolne. 
Zasiłek wypłacany jest przez Zakład Ubezpieczeń Społecznych, jeśli dziecko urodziło się w okresie podlegania ubezpieczeniu chorobowemu. Zasiłek może otrzymać tylko jeden rodzic – matka lub ojciec dziecka, przebywający na urlopie:
- macierzyńskim – od 20 do 37 tygodni,
- tacierzyńskim – za część urlopu macierzyńskiego, której nie wykorzystała matka dziecka,
- rodzicielskim – za 32 tygodnie w przypadku urodzenia lub przysposobienia jednego dziecka i 34 tygodnie w przypadku urodzenia lub przysposobienia dwójki lub więcej dzieci,
- ojcowskim – za 14 dni trwania tego urlopu, niezależnie od liczby urodzonych dzieci.

## Podstawa wymiaru zasiłku
Minimalna wartość zasiłku macierzyńskiego to 1000 zł netto (minimum gwarantowane przez państwo). Minimum to otrzymają osoby bezrobotne, które są zarejestrowane w urzędzie pracy, oraz osoby, które pracują, ale nie mają opłaconych składek na ubezpieczenie chorobowe (osoby pracujące na podstawie umowy o dzieło, rolnicy, studenci). To oznacza, że żadna kobieta, która urodziła dziecko, nie pozostanie zupełnie bez środków do życia. Zasiłek macierzyński otrzyma każda niezależnie od tego, czy ma pracę, czy też jest bezrobotna. Podstawą wypłaty zasiłku jest akt urodzenia dziecka.
W przypadku osób, które mają opłacane składki chorobowe (są pracownikami lub opłacają składki, prowadząc działalność zarobkową), wysokość zasiłku macierzyńskiego jest uzależniona między innymi od zarobków, czyli od tzw. podstawy zasiłku. Podstawą jest (w dużym skrócie) średnie miesięczne wynagrodzenie pracownika obliczone z 12 następujących po sobie miesięcy kalendarzowych poprzedzających urlop macierzyński. Im wyższa podstawa (wyższe zarobki), tym wyższy zasiłek. Jeżeli zasiłek wyliczony z podstawy (pomniejszony o podatek dochodowy) miałaby być niższy niż 1000 zł netto (wysokość tzw. świadczenia rodzicielskiego), to wyniesie on 1000 zł netto.
Wysokość zasiłku macierzyńskiego w przypadku urlopu macierzyńskiego i rodzicielskiego jest uzależniona od deklaracji matki – czas, na jaki chce go otrzymywać:
- 100% podstawy wymiaru – przysługuje, jeżeli kobieta nie zamierza skorzystać z urlopu rodzicielskiego; 100 proc. zasiłku przysługuje przez cały okres urlopu macierzyńskiego,
- 80% podstawy wymiaru – przysługuje, jeżeli kobieta po urodzeniu dziecka będzie wnioskowała o urlop rodzicielski; wniosek musi złożyć nie później niż 21 dni po porodzie; 80 proc. podstawy wymiaru przysługuje podczas urlopu macierzyńskiego i rodzicielskiego;
- 60% podstawy wymiaru – przysługuje, jeżeli kobieta przekroczy 21-dniowy termin złożenia wniosku o urlop rodzicielski; 100 proc. zasiłku przysługuje podczas urlopu macierzyńskiego, a 60 proc. podczas urlopu rodzicielskiego.

Wysokość zasiłku macierzyńskiego przysługującego ojcu w trakcie urlopu ojcowskiego, wynosi 100% wynagrodzenia lub przychodu będącego podstawą wymiaru składek ubezpieczeniowych. Przy umowie zlecenia nie obowiązuje okres wyczekiwania – kobieta zatrudniona na zleceniu otrzyma zasiłek macierzyński od pierwszego dnia ubezpieczenia.

## Okres wypłacania zasiłku
Zasiłek macierzyński przysługuje kobiecie objętej ubezpieczeniem chorobowym przez okres urlopu macierzyńskiego – ustalony przepisami Kodeksu pracy i od 1 stycznia 2009 r. Zgodnie z kodeksem pracy okres ten jest zależny od ilości urodzonych dzieci:
- 20 tygodni (140 dni) – gdy urodzi lub przyjmie się na wychowanie jedno dziecko,
- 31 tygodni (217 dni) – gdy urodzi lub przyjmie się na wychowanie dwoje dzieci,
- 33 tygodnie (231 dni) – gdy urodzi lub przyjmie się na wychowanie troje dzieci,
- 35 tygodni (245 dni) – gdy urodzi lub przyjmie się na wychowanie czworo dzieci,
- 37 tygodni (259 dni) – gdy urodzi lub przyjmie się na wychowanie pięcioro i więcej dzieci.

Zasiłek macierzyński przysługuje również przez okres urlopu rodzicielskiego (jego długość zależy od tego, ile zostanie urodzonych dzieci podczas jednego porodu lub przyjętych jednocześnie na wychowanie). Z urlopu rodzicielskiego można korzystać przez:
- 32 tygodnie (224 dni) – gdy urodzi lub przyjmie się na wychowanie jedno dziecko, lub
- 34 tygodnie (238 dni) – gdy urodzi lub przyjmie się na wychowanie więcej niż jedno dziecko.

## Zasiłek macierzyński dla osób prowadzących działalność
Zasiłek macierzyński przysługuje kobiecie, która w okresie ubezpieczenia chorobowego lub w czasie urlopu wychowawczego:
- urodziła dziecko,
- przyjęła dziecko — w wieku do 7. roku życia, a w przypadku dziecka, wobec którego podjęto decyzję o odroczeniu obowiązku szkolnego, w wieku do 10. roku życia — na wychowanie i wystąpiła do sądu opiekuńczego w sprawie jego przysposobienia,
- przyjęła dziecko — w wieku do 7. roku życia, a w przypadku dziecka, wobec którego podjęto decyzję o odroczeniu obowiązku szkolnego, w wieku do 10. roku życia — na wychowanie w ramach rodziny zastępczej, z wyjątkiem rodziny zastępczej zawodowej.

Wysokość zasiłku macierzyńskiego dla kobiety prowadzącej działalność gospodarczą zależna jest od wysokości i długości opłacania składek chorobowych. Kobiecie prowadzącej działalność gospodarczą krócej niż 12 miesięcy i opłacającej składki przewyższające ustawowe minimum zostanie przyznany zasiłek w minimalnej wysokości, który będzie powiększany o 1/12 za każdy miesiąc opłacania składek przed nabyciem prawa do świadczenia. Opłacanie wyższych składek przez 12 miesięcy przed porodem uprawnia do zasiłku w pełnej wysokości.
Do otrzymania zasiłku macierzyńskiego konieczne jest złożenie deklaracji do ZUS o korzystaniu z urlopu macierzyńskiego i rodzicielskiego oraz kopie dokumentów potwierdzających tożsamość rodziców i akt urodzenia dziecka.